# Max Waldmeier

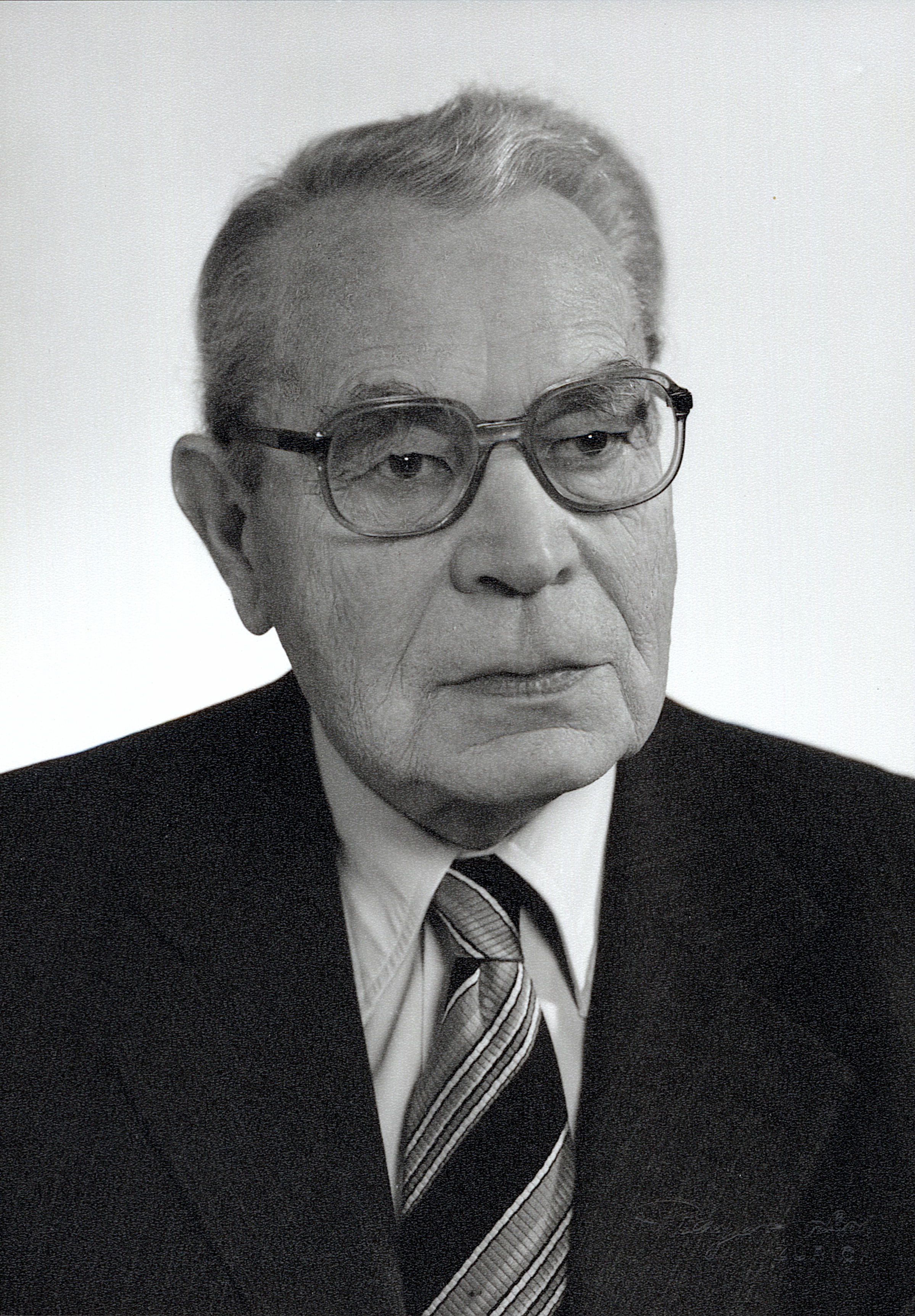
Max Waldmeier (1982)

Max Waldmeier (* 18. April 1912 in Olten; † 26. September 2000 in Küsnacht) war Schweizer Astronom, Sonnenforscher und ordentlicher Professor für Astrophysik an ETH Zürich und Universität Zürich. Auf ihn geht unter anderem die Waldmeier-Klassifikation der Sonnenflecken (um 1950) und die Eruptionshypothese der Sonnenaktivität (1935) zurück.

## Biografie
Waldmeier gründete 1939 das Astrophysikalische Observatorium in Arosa und war ab 1945 Direktor der Eidgenössischen Sternwarte in Zürich. Von 1939  bis 1945 war er Privatdozent für Astrophysik und von 1945 bis 1979 Ordinarius für das gleiche Lehrgebiet an der ETH Zürich, eine Doppelprofessur mit der Universität Zürich. Er ist vor allem durch seine Arbeiten zur Klassifikation von Sonnenflecken und zum elfjährigen Zyklus der Sonnenaktivität bekannt.
Sein Schema der Fleckentypen von A bis I (Einzelflecken) über die großen Fleckengruppen vom Typ E und Typ F ist leicht erkennbar und entspricht auch der zeitlichen Entwicklung. Die «Zürcher Sonnenflecken-Skala» (auch Waldmeier-Klassifikation genannt) unterscheidet Größe und Form der Flecken, ihre Gruppierung, die Bipolarität des Magnetfeldes und das Vorhandensein von Penumbren (Halbschatten). Durch Waldmeier findet sie seit den 1940er Jahren internationale Verwendung.
Waldmeier machte in dem im Mittel etwa 11-jährigen Sonnenfleckenzyklus eine negative Korrelation zwischen der Dauer des Anstiegs vom Fleckenminium zum -maximum und der Höhe des Maximums aus: je kürzer der Anstieg, desto höher das Maximum. Dieser Zusammenhang wird auch als Waldmeier-Effekt bezeichnet. Waldmeier untersuchte als Dissertant den Verlauf der Sonnenfleckenkurve und formulierte 1935 eine Eruptionshypothese: Die Kurve entsteht aus einer Überlagung von „Fleckenbuckeln“, die Eruptionen ähneln, Fleckenminima sind die Überlagerung aus dem abnehmenden und dem nächsten zunehmenden Buckel. Nach dem Minimum der Sonnenflecken-Relativzahl R steigt R umso rascher, je höher ihr Maximum in einigen Jahren sein wird. Die Dauer des Abfalls bis zum nächsten Minimum hängt jedoch von Max(R) ab. Seine Standardwerke vereinigen diese Gedanken mit Resultaten späterer und internationaler Forschung:
- Ergebnisse und Probleme der Sonnenforschung / Leipzig 1941 / 2. erw. Auflage Geest & Portig, Leipzig 1955
- Einfuehrung in die Astrophysik / Basel 1948
- The sunspot activity in the years 1610 - 1960 / Zürich 1961

Waldmeiers weitere Bücher und Publikationen betreffen allgemeine Themen der Astronomie, Raumfahrt, Radioastronomie, die Wechselwirkungen Sonne – Erde, heliografische Messmethoden und die Sonnenkorona.